# デニー・カーマッシ
デニー・カーマッシ (Denny Carmassi、1947年4月30日 - ) はアメリカ人のドラマーである。ハートの元メンバーとして知られる。

## 来歴
カーマッシはロニー・モントローズ率いるモントローズのオリジナル・メンバーであり、同じくモントローズのメンバーであったサミー・ヘイガーのソロ作品にも参加している。
1976年にモントローズを解散し、ロニー・モントローズらとともにガンマを結成し3枚のアルバムを残すものの成功を収めることは出来ず解散。
1983年、ハートに加入。以降10年以上在籍した。ハート在籍中にもカヴァーデイル・ペイジやシンデレラなどさまざまなアーティストの作品に参加していた。
1994年、デイヴィッド・カヴァデールに誘われホワイトスネイクに加入。カヴァデールのソロ作品にも参加している。